# Torneo de Reserva 1992-93
El Torneo de Reserva 1992-93 fue la quincuagésimo segunda edición del certamen organizado por la Asociación del Fútbol Argentino.
Participaron un total de 16 equipos, todos participantes de la Primera División 1992-93.
El certamen consagró campeón por quinta vez en su historia a Estudiantes de La Plata, tras vencer por 2 a 0 a Huracán a falta de un partido.

## Equipos
De los 20 equipos, participaron 16 en esta edición ya que Belgrano de Córdoba, Mandiyú, San Martín de Tucumán y Talleres de Córdoba desistieron:
| Equipo                      | Ciudad        |
| --------------------------- | ------------- |
| Argentinos Juniors          | Buenos Aires  |
| Boca Juniors                | Buenos Aires  |
| Español                     | Buenos Aires  |
| Estudiantes de La Plata     | La Plata      |
| Ferro Carril Oeste          | Buenos Aires  |
| Gimnasia y Esgrima La Plata | La Plata      |
| Huracán                     | Buenos Aires  |
| Independiente               | Avellaneda    |
| Lanús                       | Lanús         |
| Newell's Old Boys           | Rosario       |
| Platense                    | Vicente López |
| Racing                      | Avellaneda    |
| River Plate                 | Buenos Aires  |
| Rosario Central             | Rosario       |
| San Lorenzo de Almagro      | Buenos Aires  |
| Vélez Sarsfield             | Buenos Aires  |

### Distribución geográfica de los equipos
| Región                 | Cant. | Equipos |
| ---------------------- | ----- | --- |
| Ciudad de Buenos Aires | 8     | Argentinos Juniors, Boca Juniors, Español, Ferro Carril Oeste, Huracán, River Plate, San Lorenzo de Almagro y Vélez Sarsfield |
| Conurbano bonaerense   | 4     | Independiente, Lanús, Platense y Racing                                                                                       |
| Ciudad de La Plata     | 2     | Estudiantes de La Plata y Gimnasia y Esgrima La Plata                                                                         |
| Ciudad de Rosario      | 2     | Newell's Old Boys y Rosario Central                                                                                           |

## Sistema de disputa
Se llevó a cabo en dos ruedas, por el sistema de todos contra todos, invirtiendo la localía. La tabla final de posiciones del torneo se estableció por acumulación de puntos. El ganador se consagró campeón.

## Tabla de posiciones
| Pos. | Equipo                      | Pts. | J  | DG  | GF |
| ---- | --------------------------- | ---- | -- | --- | -- |
| 1.°  | Estudiantes de La Plata     | 41   | 29 | 31  | 55 |
| 2.°  | Boca Juniors                | 37   | 29 | 18  | 47 |
| 3.°  | Newell's Old Boys           | 35   | 28 | 17  | 47 |
| 4.°  | Gimnasia y Esgrima La Plata | 35   | 30 | 7   | 45 |
| 5.°  | Rosario Central             | 34   | 30 | 3   | 35 |
| 6.°  | River Plate                 | 34   | 29 | 3   | 32 |
| 7.°  | Vélez Sarsfield             | 33   | 28 | 6   | 42 |
| 8.°  | Ferro Carril Oeste          | 32   | 28 | 4   | 34 |
| 9.°  | Independiente               | 30   | 29 | 5   | 31 |
| 10.° | Dep. Español                | 28   | 30 | -11 | 29 |
| 11.° | San Lorenzo de Almagro      | 25   | 28 | 0   | 35 |
| 12.° | Racing                      | 23   | 29 | -11 | 24 |
| 13.° | Lanús                       | 21   | 28 | -5  | 38 |
| 14.° | Platense                    | 18   | 29 | -19 | 29 |
| 15.° | Argentinos Juniors          | 18   | 29 | -22 | 29 |
| 16.° | Huracán                     | 17   | 29 | -26 | 23 |

|  | Campeón. |

|                                            |
|                                            |
| Campeón Estudiantes de La Plata 5.º título |